# Ян Гербурт (барський староста)
Ян Гербурт (Дідилівський) гербу власного (пол. Jan Herburt Dziedziłowski; ? — до 19 жовтня 1553) — польський шляхтич, військовик, урядник Корони Польської Речі Посполитої. Представник роду Гербуртів. Дружина — Зофія Домбровска з Тарновця (нині центр гміни). Посади: барський староста (з 1552), кам'янецький підкоморій (1540). Відомі діти:
- Миколай Гербурт з Дідилова — воєвода подільський, руський, староста барський, львівський, скальський, тлумацький, галицький підкоморій (1581—1587[2]), львівський хорунжий (1577—1581[3])
- Ельжбета — друга дружина підскарбія великого коронного Бальцера Станіславського.[4]
- Валентій Гербурт — перемишлянський єпископ.